# 1592

## Родени
- Мустафа I, Султан на Османската империя
- 5 януари – Шах Джахан, император на Великите Моголи
- 22 януари – Пиер Гасенди, френски философ, математик, астроном
- 28 март – Ян Амос Коменски, Чешки мислител и педагог, родоначалник на съвременната педагогика
- 13 април – Бартоломео Аманати, италиански архитект и скулптор
- 28 август – Джордж Вилиърз, английски държавник

## Починали
- 13 септември – Мишел дьо Монтен, френски писател